# Halle (Bentheimi járás)
Halle község Németországban, Alsó-Szászországban, Grafschaft Bentheim járásban. Lakosainak száma 669 fő (2023. december 31.).

## Földrajza
Halle Uelsen és Neuenhaus községekkel határos.

### A község részei
- Hardingen
- Hesingen
- Belthoek
- Bovenhoek
- Dalenhoek
- Erstenhoek
- Kleihoek

## Látnivalók
- A vízimalom Nordbecks Mühle
- A kilátótorony Hesingen
- A megalitikus sírok Halle-Hesingen